# Juncus diastrophanthus
Juncus diastrophanthus là một loài thực vật có hoa trong họ Juncaceae. Loài này được Buchenau mô tả khoa học đầu tiên năm 1890.